# Nikos Pappas
Nikolaos "Nikos" Pappas, en Griego: Νικόλαος "Νίκος" Παππάς (nacido el 11 de julio de 1990 en Atenas, Grecia) es un jugador de baloncesto griego que pertenece a la plantilla del Panathinaikos BC de la A1 Ethniki. Con 1.95 metros de estatura, juega en la posición de escolta y Alero.

## Trayectoria
Pappas es un jugador natural de Atenas, formado en el Panellinios Atenas con el que hizo su debut profesional en la Liga griega durante la temporada 2006-07. En 2008, tras dos temporadas en el Panellinios Atenas, firmó un contrato de 5 temporadas con el Bilbao Basket de la Liga ACB.
En la temporada 2008-09, fue cedido al Real Madrid Baloncesto "B" de la Liga EBA. En las siguientes dos temporadas, Nikos fue cedido al Kolossos Rodou BC de la A1 Ethniki. Fue nombrado Mejor Jugador Joven de la Liga Griega de 2010. 
En febrero de 2012, se incorporó al PAOK Salónica BC y al término de la temporada firmó por el Panionios BC de la A1 Ethniki para la temporada 2012-13. Con Panionios, fue el máximo goleador de la liga griega y miembro de los cinco mejores de la liga griega en 2013.
El 20 de junio de 2013, Pappas se incorporó al Panathinaikos BC de la A1 Ethniki, en que jugaría hasta 2020.
El 3 de julio de 2020, Pappas se separaba del club ateniense después de siete temporadas.
El 23 de septiembre de 2020, Pappas firmó con el Hapoel Jerusalem B.C. para disputar la final a 8 de la Basketball Champions League.
En febrero de 2021, firma con el Stelmet Zielona Gora.
El 16 de agosto de 2021, Pappas firmó con el AEK Atenas de la A1 Ethniki, con el que disputó 12 partidos de liga en los que promedió 12,4 puntos, 2,5 rebotes, 2,8 asistencias y 1,4 robos, jugando unos 27 minutos por partido.
El 3 de diciembre de 2022, firma por el Panathinaikos BC de la A1 Ethniki.